# 赤坂消防署発祥の地記念碑

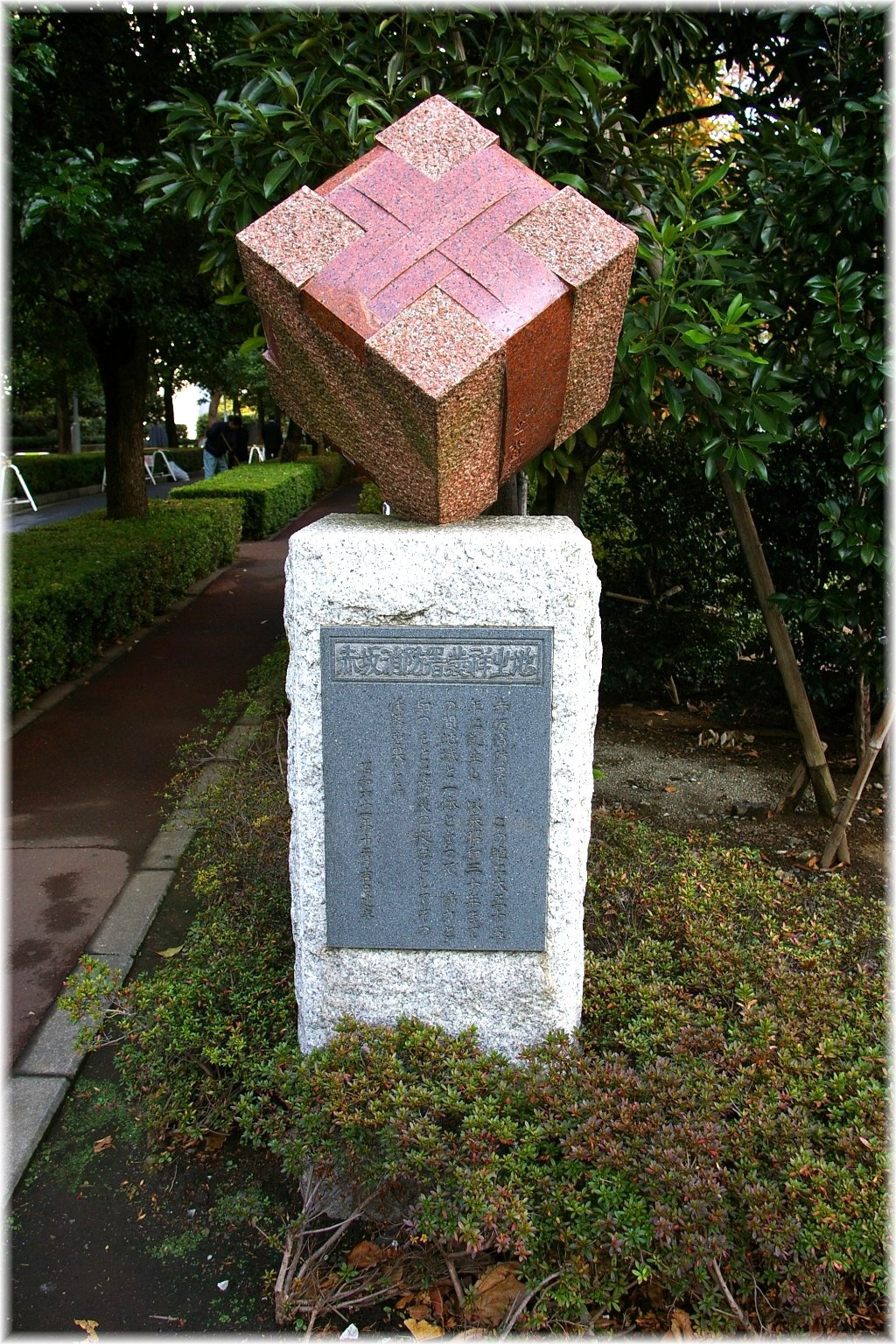

赤坂消防署発祥の地記念碑（あかさかしょうぼうしょはっしょうのちきねんひ）とは、東京都港区南青山に建つ石碑。碑は火消しの纏の形をしている。

## 歴史
- 1894年（明治27年）2月9日、消防規則公布[1]により法的地位が付与。
- 1899年（明治32年）に消火栓を設置。
- 1948年（昭和23年）、自治体消防制度発足。